# 坂本公延
坂本 公延（さかもと ただのぶ、1931年7月23日 - ）は、日本の英文学者、著作家。広島大学名誉教授。

## 来歴
兵庫県神戸市生まれ。1955年大阪大学英文科卒業。1957年同大学院修士課程修了。
1959年大阪工業大学専任講師、1964年助教授、1965年広島大学助教授、1977年教授、1979年「ヴァージニア・ウルフ 小説の秘密」で大阪大学文学博士。1995年広島大学を定年退官、名誉教授、広島女学院大学教授。2002年退職。
2011年秋、瑞宝中綬章受勲。小説を日本語、英語で書き、短篇小説'The Spirit in the Stone'などが英国BBC海外放送で朗読された。ほか短編集『別れる理由』で中国新聞社新人登壇・文芸作品第1席。

## 著書
- 『とざされた対話 V.ウルフの文学とその周辺』（桜楓社） 1969
- 『ヴァージニア・ウルフ 小説の秘密』（研究社出版） 1978
- 『ヴァージニア・ウルフ』（編著、山口書店、現代英米文学セミナー双書） 1980
- 『現代の黙示録 ウィリアム・ゴールディング』（研究社選書） 1983
- 『創作の海図 不確実性の時代と文学』（研究社出版） 1986
- 『別れる理由 短篇小説集』（英潮社） 1991
- 『老人の季節』（修学社） 1994 - 小説
- 『ブルームズベリーの群像 創造と愛の日々』（研究社出版） 1995
- 『文芸エッセイ集 イギリスとの接点』（英潮社） 1995
- 『文学についての断章 フィクションの解明にむけて』（英潮社） 2002
- 『文学の風景 天晴れな老人たち』（英宝社ブックレット） 2003
- 『作家の本音を読む 名作はことばのパズル』（みすず書房、大人の本棚） 2007
- 『バラはバラの木に咲く 花と木をめぐる10の詞章』（みすず書房、大人の本棚） 2009

## 翻訳
- 『実践批評 英語教育と文学的判断力の研究』（I・A・リチャーズ、編訳、みすず書房） 2008

## 参考
- みすず書房
- J-GLOBAL 研究者情報